# Hyeoksin-dong, Daegu
Hyeoksin-dong (koreanska: 혁신동) är en stadsdel i staden Daegu i den sydöstra delen av Sydkorea, 240 km sydost om huvudstaden Seoul. Den ligger i stadsdistriktet Dong-gu. Stadsdelen bildades juli 2020 genom en utbrytning från Ansim-dong.